# خانواده اسپاگتی
خانواده اسپاگتی (به انگلیسی: Spaghetti Family) یک سریال انیمیشنی ایتالیایی ساخته برونو بوزتو محصول سال ۲۰۰۲ است.